# Грицай, Григорий Алексеевич
Григорий Алексеевич Грицай (1909, село Ефимовка, Петропавловский уезд, Акмолинская область, Российская империя — 1982, Рузаевка, Кокчетавская область, Казахская ССР) — комбайнёр Рузаевского совхоза Кокчетавской области, Казахская ССР. Герой Социалистического Труда (1957).

## Биография
Родился в 1909 году в крестьянской семье в селе Ефимовка Петропавловского уезда Акмолинской области.
После окончания местной сельской школы трудилась в личном хозяйстве. С апреля 1935 года — рабочий совхоза «Рузаевский» Рузаевского района. В 1941 году окончил курсы механизации и трудился трактористом-комбайнёром в этом же совхозе.
С 1948 года работал на новом комбайне «Сталинец-6». В этом же году установил трудовой рекорд по Кокчетавской области, намолотив зерновые с площади 900 гектаров. С 1950 года добавил сцепку из двух комбайнов и обработал за сезон около 1300 гектаров. В 1956 году после обработки целинных земель выкосил 1321 гектаров и за сезон намолотил 16730 центнеров зерновых. Указом Президиума Верховного Совета СССР от 11 января 1957 года удостоен звания Героя Социалистического Труда за «выдающиеся успехи, достигнутые в работе по освоению целинных и залежных земель, и получение высокого урожая» с вручением ордена Ленина и золотой медали «Серп и Молот» (№ 7241).
В последующие годы показывал высокие трудовые результаты. В 1964 году участвовал в социалистическом соревновании. Применил сцепку из двух комбайнов менее, чем за месяц обработал 800 гектаров и намолотил более 12 тысяч зерновых. В 1966 году за 14 рабочих дней подобрал валки ан площади 268 гектаров, намолотив 2953 центнеров зерновых.
В конце 1960-х годов вышел на пенсию. Проживал в посёлке Рузаевка Кокчетавской области.
Умер в 1982 году. Похоронен на кладбище села Нежинка района имени Габита Мусрепова.